# Tanaotrichia prasonaria
Tanaotrichia prasonaria là một loài bướm đêm trong họ Geometridae.